# Mistrzostwa Europy w Lekkoatletyce 2014 – sztafeta 4 × 100 m mężczyzn
Sztafeta 4 × 100 metrów mężczyzn – jedna z konkurencji rozegranych podczas lekkoatletycznych mistrzostw Europy w Zurychu.
Tytułu mistrzowskiego z poprzednich mistrzostw broniła reprezentacja Holandii.

## Terminarz
| Data        | Godzina |            |
| ----------- | ------- | ---------- |
| 16 sierpnia | 15:35   | Eliminacje |
| 17 sierpnia | 17:05   | Finał      |

## Rezultaty

### Eliminacje
| Poz. | Bieg | Tor | Reprezentacja   | Zawodnicy                                                                        | Czas  | Uwagi |
| ---- | ---- | --- | --------------- | -------------------------------------------------------------------------------- | ----- | ----- |
| 1    | 2    | 5   | Niemcy          | Julian Reus, Sven Knipphals, Alexander Kosenkow, Lucas Jakubczyk                 | 38.15 | Q, SB |
| 2    | 1    | 4   | Wielka Brytania | James Ellington, Harry Aikines-Aryeetey, Richard Kilty, Daniel Talbot            | 38.26 | Q     |
| 3    | 1    | 5   | Szwajcaria      | Pascal Mancini, Reto Schenkel, Suganthan Somasundaran, Alex Wilson               | 38.54 | Q, NR |
| 4    | 2    | 4   | Francja         | Pierre Vincent, Christophe Lemaitre, Teddy Tinmar, Ben Bassaw                    | 38.55 | Q     |
| 5    | 2    | 7   | Włochy          | Fabio Cerutti, Eseosa Desalu, Diego Marani, Delmas Obou                          | 38.71 | Q, SB |
| 6    | 2    | 2   | Polska          | Robert Kubaczyk, Dariusz Kuć, Kamil Masztak, Karol Zalewski                      | 38.75 | q     |
| 7    | 2    | 1   | Portugalia      | Diogo Antunes, Francis Obikwelu, Arnaldo Abrantes, Yazaldes Nascimento           | 38.79 | q, NR |
| 8    | 1    | 8   | Holandia        | Giovanni Codrington, Churandy Martina, Hensley Paulina, Wouter Brus              | 38.90 | Q     |
| 9    | 1    | 1   | Ukraina         | Roman Krawtsow, Serhij Smełyk, Witalij Korż, Emil Ibrahimow                      | 39.03 |       |
| 10   | 1    | 7   | Szwecja         | Tom Kling-Baptiste, Stefan Tärnhuvud, Alexander Brorsson, Erik Hagberg           | 39.27 | SB    |
| 11   | 1    | 6   | Finlandia       | Eetu Rantala, Ville Myllymäki, Jonathan Åstrand, Hannu Hämäläinen                | 39.47 | SB    |
| 12   | 1    | 3   | Estonia         | Mart Muru, Rait Veesalu, Markus Ellisaar, Marek Niit                             | 39.52 | NR    |
| 13   | 2    | 3   | Rumunia         | Stefan Alexandru Codreanu, Doru Teofilescu, Alexandru Terpezan, Catalin Cîmpeanu | 39.67 | SB    |
| 14   | 1    | 2   | Turcja          | Umutcan Emektas, İzzet Safer, Aykut Ay, Ramil Guliyev                            | 39.83 | SB    |
| 15   | 2    | 8   | Litwa           | Žilvinas Adomavičius, Kostas Skrabulis, Ugnius Savickas, Rytis Sakalauskas       | 40.15 |       |
| 16 ! | 2    | 6   | Hiszpania       | Eduard Viles, Sergio Ruiz, Iván Jesús Ramos, Adrià Burriel                       | DNF   |       |

### Finał
| Poz. | Tor | Reprezentacja   | Zawodniczy                                                          | Czas  | Uwagi |
| ---- | --- | --------------- | ------------------------------------------------------------------- | ----- | ----- |
| 1 !  | 3   | Wielka Brytania | James Ellington, Harry Aikines-Aryeetey, Richard Kilty, Adam Gemili | 37.93 | EL    |
| 2 !  | 4   | Niemcy          | Julian Reus, Sven Knipphals, Alexander Kosenkow, Lucas Jakubczyk    | 38.09 | SB    |
| 3 !  | 6   | Francja         | Pierre Vincent, Christophe Lemaitre, Teddy Tinmar, Ben Bassaw       | 38.47 |       |
| 4    | 5   | Szwajcaria      | Pascal Mancini, Reto Schenkel, Suganthan Somasundaran, Alex Wilson  | 38.56 |       |
| 5    | 8   | Holandia        | Giovanni Codrington, Churandy Martina, Hensley Paulina, Wouter Brus | 38.60 |       |
| 6    | 1   | Polska          | Adam Pawłowski, Dariusz Kuć, Robert Kubaczyk, Karol Zalewski        | 38.85 |       |
| 7 !  | 7   | Włochy          | Fabio Cerutti, Eseosa Desalu, Diego Marani, Delmas Obou             | DNF   |       |
| 7 !  | 2   | Portugalia      | Giovanni Codrington, Churandy Martina, Hensley Paulina, Wouter Brus | DNF   |       |